# Municipio de Polk (condado de Cass)
El municipio de Polk (en inglés: Polk Township) es un municipio ubicado en el condado de Cass en el estado estadounidense de Misuri. En el año 2010 tenía una población de 1876 habitantes y una densidad poblacional de 13,1 personas por km².

## Geografía
El municipio de Polk se encuentra ubicado en las coordenadas 38°45′59″N 94°11′4″O / 38.76639, -94.18444. Según la Oficina del Censo de los Estados Unidos, el municipio tiene una superficie total de 143.2 km², de la cual 141,82 km² corresponden a tierra firme y (0,96 %) 1,38 km² es agua.

## Demografía
Según el censo de 2010, había 1876 personas residiendo en el municipio de Polk. La densidad de población era de 13,1 hab./km². De los 1876 habitantes, el municipio de Polk estaba compuesto por el 98,56 % blancos, el 0,43 % eran afroamericanos, el 0,27 % eran amerindios, el 0,05 % eran asiáticos, el 0,21 % eran de otras razas y el 0,48 % eran de una mezcla de razas. Del total de la población el 0,8 % eran hispanos o latinos de cualquier raza.